# زر (مقاطعة دليجان)
زر (بالفارسية: زر) هي قرية تقع في قسم جاسب الريفي (مقاطعة دليجان) في إيران. يقدر عدد سكانها بـ 78 نسمة بحسب إحصاء 2016.